# Hinrich Lemmens
Hinrich Lemmens, född 10 maj 1590 i Neustadt, Meckenburg, död 8 september 1657 i Stockholm, var en tyskfödd industriman. Gifte sig 1619 med Margareta Hansdotter Meyer, död 1684.
Lemmens anlade vallonbruken i Skebo 1622, Ullfors 1630, Åkerby 1638 och Hillebola 1640. 1626 arrenderade Lemmens Ortala bruk och införde vallonsmide.